# Linnaluoto (ö i Egentliga Finland)
Linnaluoto är en ö i Finland. Den ligger i Skärgårdshavet och i kommunen Nådendal i den ekonomiska regionen  Åbo ekonomiska region i landskapet Egentliga Finland, i den sydvästra delen av landet. Ön ligger omkring 22 kilometer sydväst om Åbo och omkring 170 kilometer väster om Helsingfors.
Öns area är 6,7 hektar och dess största längd är 340 meter i öst-västlig riktning.